# Ennedi (région)
Pour les articles homonymes, voir Ennedi.
L'Ennedi qui veut dire " la bonne demeure " en langue des autochtones de cette terre, c'est est une ancienne région administrative du Tchad dont le chef-lieu est Fada. Elle a été créée le 19 février 2008 par démembrement de l'ancienne région du Borkou-Ennedi-Tibesti. La région Ennedi est elle-même, démembrée le 4 septembre 2012 en deux régions Ennedi Est et Ennedi Ouest.

## Subdivisions
La région de l'Ennedi est divisée en 2 départements :
| Département | Chef-lieu | Sous-préfectures                                                                       |
| ----------- | --------- | -------------------------------------------------------------------------------------- |
| Ennedi      | Fada      | Fada, Gouro, Kalait, Ounianga Kébir, Archi , Houbayke , Tebi                           |
| Wadi Hawar  | Amdjarass | Amdjarass,Noki, Bahaï, Bao(biriyé-Maga), Kaoura, Kodia, Ba-chigueri, Bourdaba,Bourdani |

## Administration
Liste des administrateurs :
Sous-préfets de l'Ennedi (entre xx et xx)
- xx : xx

Gouverneurs de l'Ennedi (depuis février 2008)
- 23 février 2006- : Ahmat Darry Bazine[3]
- 31 juillet 2010 - : Mahamat Saleh Brahim[4]

## Articles connexes

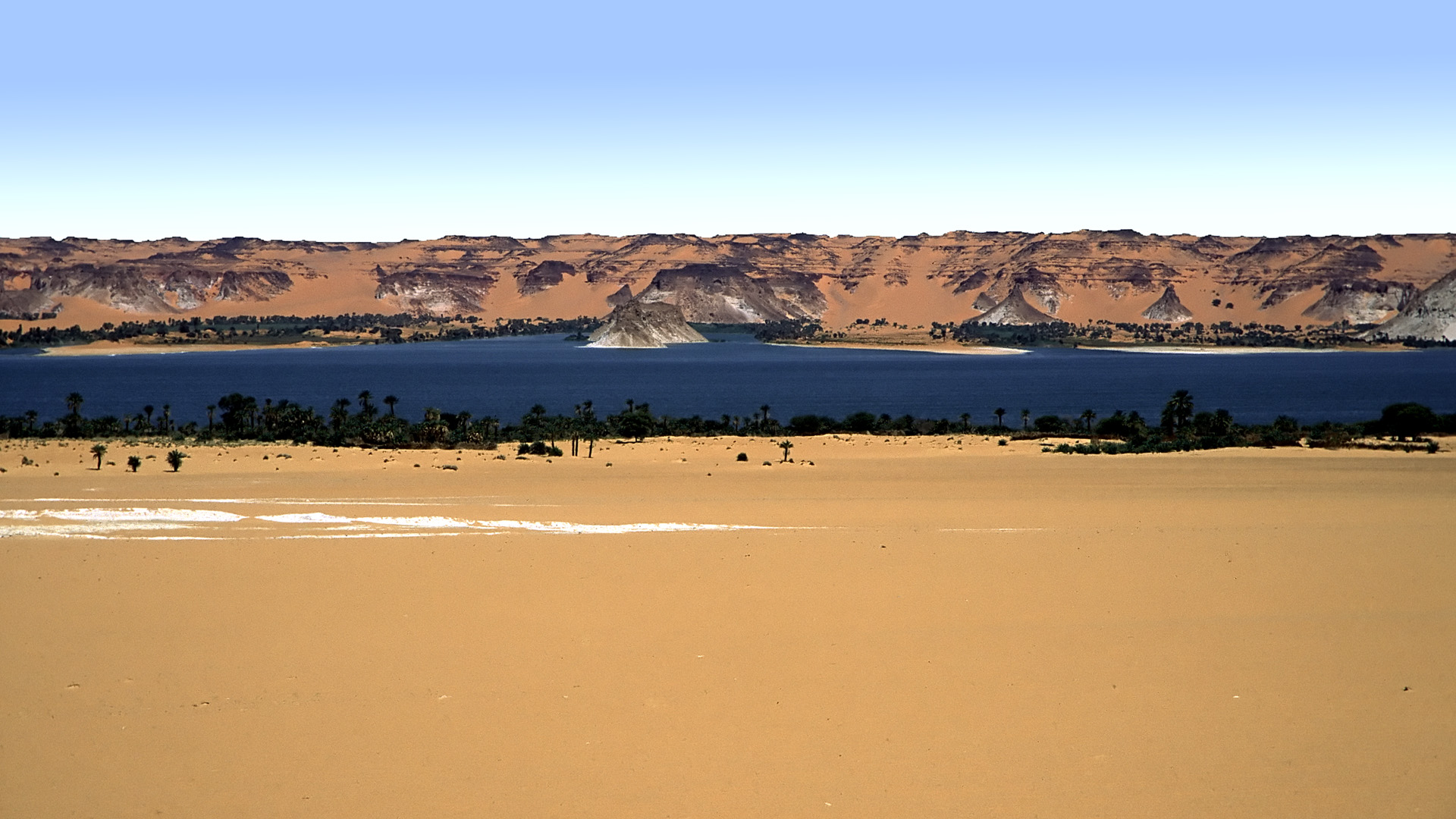
Lac d'Ounianga Serir